# Charlie Chan
Charlie Chan kitalált, kínai származású amerikai nyomozó a Honolului rendőrségen, akit Earl Derr Biggers író alkotott meg 1923-ban, az abban a korban közhelynek számító „gonosz kínai bűnözőtípus” (pl. Fu Manchu) ellenpárjaként.
A figurát eleinte ázsiai színészek alakították, de ezek a filmek nem voltak sikeresek. 1931-ben a Fox Film Corporation egy svéd színészt, Warner Olandot alkalmazta a címszerepben, a Charlie Chan Carries On („Charlie Chan folytatja”) című filmben, ami sikert aratott, és 15 olyan folytatás követte, amikben szintén Oland volt a főszereplő. Oland halála után egy amerikai színész, Sidney Toler kapta meg a szerepet. Toler 22 Charlie Chan filmben játszotta a főhőst, amik először a Fox-nál készültek, majd a Monogram Studios-nál. Toler halála után hat további film készült, ezekben Roland Winters alakította a nyomozót. Ezeken kívül számos spanyol és kínai nyelvű film is született az 1930-as, 1940-es, és 1950-es évek során.
Az amerikai filmeket Kínában is bemutatták, ahol sikert értek el, a nyomozó figurája a közönség köreiben népszerű volt és tisztelet övezte. Az újabb filmadaptációk az 1990-es években kevésbé voltak sikeresek. A nyomozó több rádiójátékban és televíziós show-ban is megjelent, továbbá képregényekben is.

## Karakter
Charlie Chan bár a honolului rendőrségnél dolgozik, sok történetben a világ számos pontján felbukkan, hogy ott rejtélyes bűnügyeket, többnyire gyilkosságokat, oldjon meg. Chan kínai akcentussal beszél angolul. Jellemző vonása, hogy időnként tanulságos kínai közmondást idéz. Charlie Chan először Biggers bűnügyi regényeiben tűnt fel, majd számos más formában is megjelent, 1926-tól kezdve napjainkig közel 50 filmben szerepelt. Charlie Chan figuráját számos kritika érte a kritikusok részéről, egy részük dicsérte, mások bírálták a faji sztereotípiák miatt.
A pozitív értékelések kiemelik, hogy Charlie Chan figurája intelligens, jóindulatú és tiszteletre méltó – abban a korban a „kínai” fogalma a bűnügyi könyvekben és filmekben egyet jelentett a rosszindulatú bűnözővel, Charlie Chan figurája ezt jó irányba fordította meg. Más kritikusok azt emelték ki, hogy Charlie Chan figurája több sztereotip szemléletet erősít meg, mint például azt, hogy a kínai származásúak képtelenek akcentus nélkül beszélni angolul, továbbá, hogy a hagyományok által erősen korlátozott és szolgai hozzáállást mutat be.

## Könyvek
Charlie Chan figuráját Earl Derr Biggers találta ki 1919-ben, amikor Hawaii-n nyaralt, azonban csak négy évvel később, 1923-ban írta meg az első ilyen regényt The House Without a Key („A kulcsnélküli ház”) címmel. A kínai detektív ötlete akkor merült fel benne, amikor arról olvasott az újságban, hogy a honolului rendőrségen Chang Apana (鄭阿平) és Lee Fook, két kínai-amerikai nyomozó milyen ügyeket oldott meg. Biggers egy 1931-es interjúban azt nyilatkozta, hogy Apana és Fook ösztönzést jelentettek számára Charlie Chan „létrehozására”. ("Creating Charlie Chan" [1931]). Amikor Biggers valójában találkozott Apanával néhány évvel később, megállapította, hogy Apana és a képzeletbeli nyomozó kevés közös vonással rendelkezik.
A „kedves kínai nyomozó” figurája a mozikban első ízben a The House Without a Key („A kulcsnélküli ház”) című 1925-ös filmben jelent meg. A film alapjául szolgáló könyvben a nyomozó nem játszott központi szerepet, a borítón név szerint nem is tüntették fel. A regényben „Chan egy hölgy kecses járásával mozog”, és „kissé kövér” Sandra Hawley kritikus szerint ez az ábrázolás lehetővé tette Biggers számára, hogy a karakter ne jelentsen fenyegetést, mivel megjelenése jelentősen eltért a „kínai gonosztevő” megszokott figurájától, ugyanakkor erősítette az olyan előítéleteket, hogy a kínaiakra jellemző a passzivitás és a beletörődés.

## Filmek, rádiós és televíziós adaptációk

### Filmek
Az első Charlie Chan film a The House Without a Key („A kulcsnélküli ház”) volt (1926), ez egy 10 részből álló minisorozat volt, amiben a főszerepet George Kuwa, egy japán színész játszotta. A filmet a Pathé Studios készítette. Egy évvel később a Universal Pictures készített egy filmet The Chinese Parrot („A kínai papagáj”) címmel, amiben másik japán színész, Szodzsin Kamijama játszotta a főszerepet. Mindkét alkotásban Charlie Chan szerepe minimális volt.
Mivel Charlie Chan figuráját ázsiai színészek alakították, a korabeli kritikák kedvezőtlenek voltak. 1929-ben a Fox Film Corporation megszerezte a Charlie Chan filmek készítési jogait, és elkészítette a Behind That Curtain („A függöny mögött”) c. filmet. Ebben egy koreai színész, E.L. Park játszotta a főszerepet. Itt is még minimális szerep volt Charlie Chan alakítása, aki csak az utolsó 10 percben jelenik meg. A filmek egészen addig nem voltak sikeresek, amígnem 1931-ben egy fehér férfi, a svéd Warner Oland megkapta a szerepet. Oland, akinek mongol felmenői is voltak, finomabban és visszafogottabban alakította a figurát, mint ahogy az a könyvekben megjelent.
Oland 15 további Fox filmben játszotta a nyomozó szerepét, amikben gyakran Keye Luke mint Lee Chan, „Charlie Chan első számú fia” jelent meg. Oland gyöngéd humora sikerre vitte az alakítást; az Oland által játszott Charlie Chan filmek a Fox legsikeresebb darabjai közé tartoztak abban az időben. Ezek a filmek hozzájárultak ahhoz, hogy a Fox talpon maradjon mint filmstúdió az 1929-es nagy gazdasági világválság idején. Oland 1938-ban meghalt, így az éppen készítés alatt lévő Charlie Chan at the Ringside c. film a Mr. Moto's Gamble cím alatt jelent meg, mint a Mr. Moto-filmek első darabja. Ebben Keye Luke is játszott, nem csak azért, mert az addig felvett jelenetekben már benne volt, hanem a Mr. Moto alakját játszó Peter Lorre partnere is volt.
A Fox ekkor egy újabb fehérbőrű színészt szerződtetett a főszerepre, Sidney Tolert, aki 11 Charlie Chan filmben játszott, egészen 1942-ig. A Toler által alakított figura kevésbé volt gyengéd, ez jobban hasonlított a könyvekben eredetileg megjelent szereplőhöz. Gyakori, gondot okozó partnere volt „kettes számú fia”, Jimmy Chan, akit Sen Yung alakított. Amikor a Fox elhatározta, hogy befejezi a Charlie Chan filmek készítését, a filmkészítés jogait maga Sidney Toler vásárolta meg. Philip N. Krasne és James S. Burkett filmproducerekkel (Monogram Pictures) további Charlie Chan filmeket készítettek, amikben Toler volt a főszereplő. A költségvetést a Fox-nál megszokott 200 000 amerikai dollárról 75 000 dollárra vitték le. Ezekben a filmekben Chan első ízben lenéző a gyanúsítottakkal és feletteseivel szemben is.
Egy afro-amerikai, Mantan Moreland állandó szereplő lett a filmekben Birmingham Brown szerepében. Ez újabb kritikákat váltott ki, bár mások szerint a filmek viccesebbek lettek. Moreland szerepét sértőnek és zavarónak találták. Toler 1947-ben meghalt, a szerepet Roland Winters vette át az utolsó hat film erejéig. Keye Luke, aki az 1938-as Mr. Moto után kimaradt a sorozatból, az utolsó két filmben visszatért mint Chan fia.

#### Spanyol nyelvű adaptációk
Három spanyol nyelvű Charlie Chan film készült az 1930-as és 1950-es évek során. Ezek közül az első az Eran Trece („Tizenhárman voltak”) c. film volt (1931), ez a Charlie Chan Carries On (1931) spanyol nyelvű verziója volt. A másik két film is ezt a sémát követte: minden nap két filmet forgattak párhuzamosan, amit egyszer angol, másodszor pedig spanyol nyelven vettek fel. A filmek története csak kevéssé tért el az angol verziótól, például rövid dalbetéteket vagy vicces jeleneteket iktattak be (és például megváltoztatták az Elmer Benbow nevet Frank Benbow-ra). Egy kubai produkció, a La Serpiente Roja („A vörös kígyó”) 1937-ben készült el. 1955-ben a Producciones Cub-Mex elkészítette a Monster in the Shadow („Szörnyeteg az árnyékban”) mexikói változatát, amiben Orlando Rodriguez játszotta „Chan Li Po” szerepét (ez megfelelt Charlie Chan-nak). A filmet a La Serpiente Roja ihlette.

#### Kínai nyelvű adaptációk
Az 1930-as és 1940-es évek során legalább öt Charlie Chan film készült Sanghajban és Hongkongban. Ezekben a filmekben Chan önálló nyomozóirodát vezet, és nem a fia, hanem az egyik lánya, Manna van a segítségére. Ezt a szerepet először Gu Meijun (顾梅君) játszotta a sanghaji produkciókban, majd Bai Yan (白燕), aki a háború utáni Hongkongban alakította a lány szerepét. Az amerikai Charlie Chan filmeket is bemutatták Kínában, ezeket telt házak előtt játszották. Warner Oland kínai látogatását a kínai lapok részletesen ismertették, amikben Oland mint „tiszteletreméltó Chan úr” jelent meg. A Charlie Chan filmek voltak az 1930-as években a legsikeresebb amerikai filmek Kínában.
 „Ennek fő oka az volt, hogy ezek voltak az első olyan amerikai filmek Kínában, amikben a kínai főszereplő pozitív hősként jelent meg, szemben az olyan filmekkel, mint a Bagdadi tolvaj és a Welcome Danger, ami után zavargások törtek ki, és s sanghaji filmszínházat be kellett zárni miatta.”

#### Modern adaptációk
1980-ban egy vígjáték ötletével állt elő, aminek a címe Charlie Chan and the Dragon Lady lett volna („Charlie Chan és a Sárkányhölgy”). A film egy év múlva jelent Charlie Chan and the Curse of the Dragon Queen („Charlie Chan és a Sárkánykirálynő átka”) cím alatt és bukásnak bizonyult. Egy módosított változatot tervezett a Miramax az 1990-es években, amiben „Charlie Chan ravasz, csavaros észjárású, szexi... a harcművészetek mestere” lett volna, azonban a film nem valósult meg. Lucy Liu színésznő mint executive-producer részt vesz egy új Charlie Chan film munkálataiban a Fox számára, azonban a film 2000 óta előkészítési fázisban van.

### Rádió
A rádióban Charlie Chan figurája négy különböző amerikai rádió-műsorszóró kínálatában is megjelent (Blue, NBC, ABC, Mutual Broadcasting System) 1932 és 1948 között. Kezdetben Walter Connolly játszotta Chan szerepét Biggers regényeinek adaptációjában. Majd Ed Begley, Sr. kapta meg a szerepet az NBC The Adventures of Charlie Chan c. sorozatában (1944–1945). Őt Santos Ortega követte (1947–1948). Leon Janney és Rodney Jacobs játszották Lee Chan, „az első számú fiú” szerepét. A bemondó Dorian St. George volt. A Radio Life magazin Begley alakítását úgy jellemezte, mint „Sidney Toler szeretett alakítása rádióra alkalmazva”.

### Televíziós adaptációk
1956-1957 során a Television Programs of America egy 39 részből álló sorozatot készített a televízió számára, amiben a főszerepet J. Carrol Naish játszotta. A sorozatot Angliában vették fel. Ebben a sorozatban Chan Londonban lakik, nem az Egyesült Államokban. Az értékelések gyengék voltak, így a sorozatot törölték. Az 1960-as évek során Joey Forman Chan paródiáját adta elő, a Get Smart sorozat két epizódjában, a karakter neve „Harry Hoo” volt.
Az 1970-es években a Hanna-Barbera cég egy animációs sorozatot készített The Amazing Chan and the Chan Clan címmel. Ebben Keye Luke, aki az 1930-as és 1940-es években Chan fiát játszotta több filmben, a mostani sorozatban Chan hangját kölcsönözte. A sorozat főleg Chan gyerekeivel foglalkozott, amiket ázsiai-amerikai gyermekszínészek játszottak. Ebben Jodie Foster is játszotta Charlie Chan Anne nevű lányát, Leslie Kumamotával felváltva. 1971-ben készült egy tévéfilm The Return of Charlie Chan („Charlie Chan visszatérése”) címmel, Ross Martin főszereplésével, de ezt csak 1979-ben mutatták be.

## Képregények és játékok
A Charlie Chan képregényt Alfred Andriola rajzolta, a McNaught Syndicate adta ki 1938. október 24-ével kezdődően. Andriolát Biggers választotta ki a karakter megrajzolására. Amikor a japánok megtámadták Pearl Harbort 1942 májusában, a képregény megjelenése megszakadt. Az ezt követő évtizedekben további képsorok jelentek meg a lapokban: Joe Simon és Jack Kirby létrehozta a Prize Comics-nál a Charlie Chan képregénysorozatot (1948), amiből 5 rész jelent meg. Ezt követte a Charlton Comics sorozata (négy rész, 1955).
A DC Comics megjelentette a The New Adventures of Charlie Chan („Charlie Chan újabb kalandjai”) című sorozatot, az 1958-as tévésorozattal egy időben. A DC sorozata hat kiadást ért meg. A Dell Comics 1965-ben két számot adott ki. Az 1970-es években a Gold Key Comics kiadott egy rövid képregény-sorozatot, ami közvetlenül a Hanna-Barbera produkción alapult. Ezeken kívül az alábbi táblás játékok jelentek meg:
- The Great Charlie Chan Detective Mystery Game (1937),[40] és a
- Charlie Chan Card Game (1939)

## Modern értelmezések és kritikák
Charlie Chan figurája viták kereszttüzében áll. Egyesek pozitívnak ítélik meg, mások szerint azonban sztereotípiákat testesít meg. Michael Brodhead kritikus szerint „Biggers figurája szimpatikus megjelenésű, az író tudatosan a kínaiak nevében beszél. A kínaiakat nem csak elfogadja, hanem egyenesen csodálatra méltónak ábrázolja. Ez az ábrázolásmód hozzájárult ahhoz, hogy a kínaiakat szélesebb körben elfogadják az Egyesült Államokban a 20. század első harmadában.” S. T. Karnick a National Review-ban azt írta: Chan egy „briliáns detektív, akinek bár korlátozott képességei vannak az angol beszéd területén, de akinek megfigyelései, logikája, becsületessége és alázatossága példamutatóvá teszik, és egyúttal szerethetővé is.” Ellery Queen szerint Biggers Charlie Chan ábrázolása „az emberiség szolgálatát és a különböző emberfajták közötti viszonyt” jeleníti meg.
Dave Kehr a The New York Times-ban úgy nyilatkozott róla: „Charlie Chan talán egy sztereotípia, de ez a sztereotípia az angyalok oldalán áll” Amikor Keye Luke-ot megkérdezték, nem találta-e lealacsonyítónak a figurát a kínaiak számára, ezt válaszolta: „Lealacsonyítónak? Dehogyis! Ő egy kínai hős!” és hozzátette: „Mi készítettük a legjobb hollywoodi gyilkossági filmeket”.
Más kritikusok, mint például Yen Le Espiratu és Huang Guiyou vitatják, hogy Chan figurája kizárólag pozitív lett volna. Szerintük csak mellékszerepet játszik a fehérbőrű színészek mellett, és „egydimenziós”. A filmek hangsúlyozzák a főszereplő ázsiai származását, de csak akkor voltak sikeresek, ha a főszerepet kínainak maszkírozott, torzított akcentussal beszélő fehérbőrű színészekre osztották, akik rejtélyes gyilkossági eseteket oldanak meg, miközben hasonlóan rejtélyes közmondásokat idéznek. Charlie Chan karaktere az akkori időkben elfogadott amerikai sztereotípiákat testesíti meg a kínai származásúakkal szemben: „okos, megalázkodó és nőies”.
Michael Omi szerint: „minden sztereotípiát egy másikkal váltanak fel: a vérszomjas indián helyét a nemes szolga, a banditát a hűséges segítő, Fu Manchu helyét Charlie Chan foglalja el.” Ugyanakkor Fu Manchu gonosz tulajdonságai eredendően kínaiak, míg Charlie Chan tulajdonságai különlegesek. „Fu Manchu a saját fajtáját képviseli, míg ellenfele a többi ázsiai hawaiitól is elkülönül.” Néhányan vitatják, hogy a figura népszerűsége attól függne, hogy szemben áll az előítéletekkel, illetve a kínaiakról kialakult képpel. Az Egyesült Államokban már az 1920-as években megfigyelhető volt a Kínával és a kínai-amerikaiakkal szembeni előítéletek enyhülése, míg a japánokkal szembeni gyanakvás megmaradt, sőt erősödött.
A jelenkorban felerősödtek a karaktert elutasító hangok. 2003-ban a Fox Movie Channel félbehagyta egy Charlie Chan Fesztivál tervezését, mivel ez előtt a kábelen sugárzott műsora ellen egy polgári csoportosulás tiltakozást jelentett be. A Fox azonban folytatta a helyreállított filmek kiadását DVD-n 2006-ban, 2008 közepéig mindegyik Warner Oland verziót kiadták, és folytatták a megjelentetést a Sidney Toler filmekkel. Az első hat Monogram filmet (mindegyikben Sidney Toler játszik) az MGM 2004-ben megjelentette. A filmeket követően, miután kábelen leadták a Fox Movie Channel-en, kerekasztal beszélgetést hívtak össze, melyen ismert ázsiai származású amerikaiak vettek részt a szórakoztatóipar különféle területeiről. A beszélgetést George Takei vezette. A többség ellene volt a filmeknek.
Néhány újabb kritika, különösen az ázsiai-amerikaiak részéről Charlie Chan figuráját „tunyának és aszexuálisnak tartja, így a fehér Amerika közömbösséget mutat felénk, mint férfiak felé.” Fletcher Chan szerint Chan Biggers könyveiben nem veti alá magát a fehéreknek. Példaként a The Chinese Parrot-ot hozza fel („A kínai papagáj”), amiben Chan dühös lesz, amikor rasszista megjegyzéseket tesznek rá, és a történet végén, amikor lefüleli a gyilkost, megjegyzi, hogy „talán nem szégyen egy kínai ember szavát meghallgatni.” A Charlie Chan in London („Charlie Chan Londonban”, 1934), és a Charlie Chan in Paris („Charlie Chan Párizsban”, 1935) című filmekben Charlie Chan hűvösen és szellemesen hárítja el a rasszista megjegyzéseket.

## Bibliográfia
- Biggers, Earl Derr. The House Without a Key. New York: Bobbs-Merrill, 1925. Magyarul: Charlie Chan színre lép. Budapest: Mezőgazd. Kvk., 1990
- —. The Chinese Parrot. New York: Bobbs-Merrill, 1926. Magyarul: Charlie Chan esete a kínai papagájjal. Budapest: Fortuna, 1990
- —. Behind That Curtain. New York: Bobbs-Merrill, 1928. Magyarul: Charlie Chan zavarba jön, Budapest: Mezőgazd. Kvk., 1989
- —. The Black Camel. New York: Bobbs-Merrill, 1929. Magyarul: Charlie Chan találkozása a fekete tevével. Budapest: Mezőgazd. Kvk., 1989
- —. Charlie Chan Carries On. New York: Bobbs-Merrill, 1930.
- —. Keeper of the Keys. New York: Bobbs-Merrill, 1932.
- Davis, Robert Hart. Charlie Chan in The Temple of the Golden Horde. 1974. Charlie Chan's Mystery Magazine. Reprinted by Wildside Press, 2003. ISBN 1-59224-014-3.
- Lynds, Dennis. Charlie Chan Returns. New York: Bantam Books, 1974. ASIN B000CD3I22.
- Pronzini, Bill és Jeffrey M. Wallman. Charlie Chan in the Pawns of Death. 1974. Charlie Chan's Mystery Magazine. Reprinted by Borgo Press, 2003. ISBN 978-1-59224-010-4.
- Avallone, Michael. Charlie Chan and the Curse of the Dragon Queen. New York: Pinnacle, 1981. ISBN 0-523-41505-2.

## Filmográfia
Ha másképp nincs jelölve, az információk Charles P. Mitchell A Guide to Charlie Chan Films c. könyvből származnak (1999).
| Filmcím                                                                                 | Főszereplő          | Rendező                          | Megjelenés | Megjegyzés                                                       |
| --------------------------------------------------------------------------------------- | ------------------- | -------------------------------- | ---------- | ---------------------------------------------------------------- |
| The House Without a Key sorozat                                                         | George Kuwa         | Spencer G. Bennet                | 1926       | elveszett                                                        |
| The Chinese Parrot                                                                      | Kamayama Sojin      | Paul Leni                        | 1927       | elveszett                                                        |
| Behind That Curtain                                                                     | E.L. Park           | Irving Cummings                  | 1929       |                                                                  |
| Charlie Chan Carries On                                                                 | Warner Oland        | Hamilton MacFadden               | 1931       | elveszett                                                        |
| Eran Trece (spanyol nyelvű)                                                             | Manuel Arbó         | David Howard (nincs feltüntetve) | 1931       | [ 56 ]                                                           |
| The Black Camel                                                                         | Warner Oland        | Hamilton MacFadden               | 1931       |                                                                  |
| Charlie Chan's Chance                                                                   | Warner Oland        | John Blystone                    | 1932       | elveszett                                                        |
| Charlie Chan's Greatest Case                                                            | Warner Oland        | Hamilton MacFadden               | 1933       | elveszett                                                        |
| Charlie Chan's Courage                                                                  | Warner Oland        | George Hadden és Eugene Forde    | 1934       | elveszett                                                        |
| Charlie Chan Londonban (Charlie Chan in London)                                         | Warner Oland        | Eugene Forde                     | 1934       |                                                                  |
| Charlie Chan Párizsban (Charlie Chan in Paris)                                          | Warner Oland        | Lewis Seiler                     | 1935       |                                                                  |
| Charlie Chan Egyiptomban (Charlie Chan in Egypt)                                        | Warner Oland        | Louis King                       | 1935       |                                                                  |
| Charlie Chan in Shanghai                                                                | Warner Oland        | James Tinling                    | 1935       |                                                                  |
| Charlie Chan titka (Charlie Chan's Secret)                                              | Warner Oland        | Gordon Wiles                     | 1936       | Szabadon felhasználható, mivel nincs feltüntetve a jogtulajdonos |
| Charlie Chan at the Circus                                                              | Warner Oland        | Harry Lachman                    | 1936       |                                                                  |
| Charlie Chan a lóversenyen (Charlie Chan at the Race Track)                             | Warner Oland        | H. Bruce Humberstone             | 1936       |                                                                  |
| Charlie Chan az operában (Charlie Chan at the Opera)                                    | Warner Oland        | H. Bruce Humberstone             | 1936       |                                                                  |
| Charlie Chan at the Olympics                                                            | Warner Oland        | H. Bruce Humberstone             | 1937       |                                                                  |
| Charlie Chan on Broadway                                                                | Warner Oland        | Eugene Forde                     | 1937       |                                                                  |
| The Disappearing Corpse (kínai mandarin nyelven)                                        | ?                   | ?                                | 1937       | [ 25 ]                                                           |
| La Serpiente Roja (spanyol nyelven)                                                     | Aníbal de Mar       | Ernesto Caparrós                 | 1937       |                                                                  |
| Charlie Chan at Monte Carlo                                                             | Warner Oland        | Eugene Forde                     | 1937       |                                                                  |
| Charlie Chan in Honolulu                                                                | Sidney Toler        | H. Bruce Humberstone             | 1938       |                                                                  |
| Charlie Chan in Reno                                                                    | Sidney Toler        | Norman Foster                    | 1938       |                                                                  |
| The Pearl Tunic (kínai mandarin nyelven)                                                | ?                   | ?                                | 1938       | [ 25 ]                                                           |
| Charlie Chan at Treasure Island                                                         | Sidney Toler        | Norman Foster                    | 1939       |                                                                  |
| Charlie Chan in City in Darkness                                                        | Sidney Toler        | Herbert I. Leeds                 | 1939       |                                                                  |
| The Radio Station Murder (kínai mandarin nyelven)                                       | ?                   | ?                                | 1939       | [ 25 ]                                                           |
| Charlie Chan's Murder Cruise                                                            | Sidney Toler        | Eugene Forde                     | 1940       |                                                                  |
| Charlie Chan at the Wax Museum                                                          | Sidney Toler        | Lynn Shores                      | 1940       |                                                                  |
| Charlie Chan in Panama                                                                  | Sidney Toler        | Norman Foster                    | 1940       |                                                                  |
| Murder Over New York                                                                    | Sidney Toler        | Harry Lachman                    | 1940       |                                                                  |
| Dead Men Tell                                                                           | Sidney Toler        | Harry Lachman                    | 1941       |                                                                  |
| Charlie Chan in Rio                                                                     | Sidney Toler        | Harry Lachman                    | 1941       |                                                                  |
| Charlie Chan Smashes an Evil Plot (kínai mandarin nyelven)                              | 徐莘园 (Xu Xinyuan) | 徐莘夫 (Xu Xinfu)                | 1941       | [ 25 ]                                                           |
| Castle in the Desert                                                                    | Sidney Toler        | Harry Lachman                    | 1942       |                                                                  |
| Charlie Chan in the Secret Service                                                      | Sidney Toler        | Phil Rosen                       | 1944       |                                                                  |
| The Chinese Cat                                                                         | Sidney Toler        | Phil Rosen                       | 1944       |                                                                  |
| Black Magic                                                                             | Sidney Toler        | Phil Rosen                       | 1944       | [ 59 ]                                                           |
| The Shanghai Cobra                                                                      | Sidney Toler        | Phil Karlson                     | 1945       |                                                                  |
| The Red Dragon                                                                          | Sidney Toler        | Phil Rosen                       | 1945       |                                                                  |
| The Scarlet Clue                                                                        | Sidney Toler        | Phil Rosen                       | 1945       | Szabadon felhasználható, mivel nincs feltüntetve a jogtulajdonos |
| The Jade Mask                                                                           | Sidney Toler        | Phil Rosen                       | 1945       |                                                                  |
| Dangerous Money                                                                         | Sidney Toler        | Terry O. Morse                   | 1946       | Szabadon felhasználható, mivel nincs feltüntetve a jogtulajdonos |
| Dark Alibi                                                                              | Sidney Toler        | Phil Karlson                     | 1946       | Szabadon felhasználható, mivel nincs feltüntetve a jogtulajdonos |
| Shadows Over Chinatown                                                                  | Sidney Toler        | Terry O. Morse                   | 1946       |                                                                  |
| The Trap                                                                                | Sidney Toler        | Howard Bretherton                | 1946       | Szabadon felhasználható, mivel nincs feltüntetve a jogtulajdonos |
| The Chinese Ring                                                                        | Roland Winters      | William Beaudine                 | 1947       | Szabadon felhasználható, mivel nincs feltüntetve a jogtulajdonos |
| Docks of New Orleans                                                                    | Roland Winters      | Derwin Abrahams                  | 1948       |                                                                  |
| Shanghai Chest                                                                          | Roland Winters      | William Beaudine                 | 1948       |                                                                  |
| The Golden Eye                                                                          | Roland Winters      | William Beaudine                 | 1948       | Szabadon felhasználható, mivel nincs feltüntetve a jogtulajdonos |
| The Feathered Serpent                                                                   | Roland Winters      | William Beaudine                 | 1948       |                                                                  |
| Charlie Chan Matches Wits with the Prince of Darkness (kínai mandarin nyelven)          | 徐莘园 (Xu Xinyuan) | 徐莘夫 (Xu Xinfu)                | 1948       | [ 25 ]                                                           |
| Sky Dragon                                                                              | Roland Winters      | Lesley Selander                  | 1949       |                                                                  |
| El Monstruo en la Sombra                                                                | Orlando Rodríguez   | Zacarias Urquiza                 | 1955       |                                                                  |
| The Return of Charlie Chan (másik címe: Happiness is a Warm Clue)                       | Ross Martin         | Daryl Duke                       | 1973       | [ 63 ]                                                           |
| Charlie Chan és a sárkánykirálynő átka (Charlie Chan and the Curse of the Dragon Queen) | Peter Ustinov       | Clive Donner                     | 1981       |                                                                  |

## Fordítás
Ez a szócikk részben vagy egészben  a   Charlie Chan című angol Wikipédia-szócikk fordításán alapul.  Az eredeti cikk szerkesztőit annak laptörténete sorolja fel. Ez a jelzés csupán a megfogalmazás eredetét és a szerzői jogokat jelzi, nem szolgál a cikkben szereplő információk forrásmegjelöléseként.

## Szakirodalom
- „Alfred Andriola (obituary)”, The New York Times, 2009. március 30., A28. oldal (Hozzáférés: 2009. május 27.)
- Anderson, Murphy, Michael Eury. The Justice League Companion: A Historical and Speculative Overview of the Silver Age Justice League of America. TwoMorrows Publishing (2005). ISBN 1893905489
- Balio, Tino. Grand design: Hollywood as a modern business enterprise, 1930-1939. University of California Press (1995). ISBN 0520203348
- Chan, Fletcher: Charlie Chan: A Hero of Sorts. California Literary Review, 2007. március 26. [2011. július 25-i dátummal az eredetiből archiválva]. (Hozzáférés: 2009. május 20.)
- Chan, Jachinson. Chinese American masculinities: from Fu Manchu to Bruce Lee. Taylor & Francis (2001). ISBN 081534029X
- Charlie Chan in China. The Chinese Mirror: A Journal of Chinese Film History, 2008. május 1. [2011. július 8-i dátummal az eredetiből archiválva]. (Hozzáférés: 2009. május 21.)
- "Creating Charlie Chan" (22 March 1931). In Popular Culture (1975). Ed. by David Manning White. Ayer Publishing. ISBN 0-405-06649-X.
- Cox, Jim. Radio Crime Fighters: Over 300 Programs from the Golden Age. McFarland Publishing (2002). ISBN 0786413905
- Cullen, Frank, Florence Hackman, Donald McNeilly. Vaudeville, Old & New: An Encyclopedia of Variety Performers in America. Routledge (2007). ISBN 0415938538
- Dave, Shilpa, LeiLani Nishime, Tasha G. Oren. East Main Street: Asian American popular culture. New York University Press (2005). ISBN 0814719635
- Gevinson, Alan. Within Our Gates: Ethnicity in American Feature Films, 1911-1960. University of California Press (1997). ISBN 0520209648
- Hanke, Ken. Charlie Chan at the Movies. McFarland Publishing (1989). ISBN 0786419210
- Hardy, Phil. The BFI companion to crime. Continuum International Publishing Group (1997). ISBN 0304332151
- Hawley, Sandra M. (1991). "The Importance of Being Charlie Chan." In America views China: American images of China then and now. Ed. by Jonathan Goldstein, Jerry Israel, and Hilary Conroy. Lehigh University Press. ISBN 0-934223-13-0.
- Huang, Guiyou. The Columbia guide to Asian American literature since 1945. Columbia University Press (2006). ISBN 0231126204
- Karnick, S. T.: The Business End of Ethnic Politics. National Review Online, 2006. július 25. [2009. január 9-i dátummal az eredetiből archiválva]. (Hozzáférés: 2009. május 19.)
- Kato, M.T.. From Kung Fu to Hip Hop: Globalization, revolution, and popular culture. SUNY Press (2007). ISBN 0791469913
- Kim, Elaine H.. Asian American Literature, an introduction to the writings and their social context. Philadelphia: Temple University Press (1982). ISBN 0877222606
- Le Espiritu, Yen. Asian American Women and Men. Rowman and Littlefield (1996). ISBN 0803972555
- Littlejohn, Janice Rhoshalle. „Lucy Liu returns to television”, The Boston Globe, 2008. január 14. (Hozzáférés: 2009. augusztus 25.)  [halott link]
- Ma, Sheng-mei. The deathly embrace: orientalism and Asian American identity. University of Minnesota Press (2000). ISBN 0816637113
- Mitchell, Charles P.. A Guide to Charlie Chan Films. Westport, Connecticut: Greenwood Press (1999). ISBN 031330985X
- Odo, Franklin. The Columbia documentary history of the Asian American experience. Columbia University Press (2002). ISBN 0231110308
- Pitts, Michael R. Famous movie detectives II. Rowman & Littlefield (1991). ISBN 0810823454
- Queen, Ellery. In the Queens' Parlor, and Other Leaves from the Editors' Notebook. Biblio & Tannen (1969). ISBN 0819602388
- Rinker, Harry L.. Warman's Americana and Collectibles. Warman Publishing (1988). ISBN 0911594124
- Sengupta, Somini. „Charlie Chan, Retooled for the 90's”, The New York Times, 1997. január 5. (Hozzáférés: 2009. május 21.)
- Soister, John. Up from the vault: rare thrillers of the 1920s and 1930s. McFarland Publishing (2004). ISBN 0786417455
- Sommer, Doris. Bilingual games: some literary investigations. Palgrave Macmillan (2003). ISBN 1403960127
- Struss, Karl, Scott Eyman. Five American cinematographers: interviews with Karl Struss, Joseph Ruttenberg, James Wong Howe, Linwood Dunn, and William H. Clothier. Rowman & Littlefield (1987). ISBN 0810819740
- Willis, Donald C.. Horror and Science Fiction Films: A Checklist. Scarecrow Press (1972). ISBN 0810805081
- Yang, Jie: Lucy Liu, Kung Fu actress. CCTV International, 2009. január 30. (Hozzáférés: 2009. augusztus 25.)
- Young, William H. The Great Depression in America: a cultural encyclopedia. Greenwood Publishing Group (2007). ISBN 0313335214
- Huang, Yunte. Charlie Chan: The Untold Story of the Honorable Detective and His Rendezvous with American History. Norton, 2010. ISBN 978-0-393-06962-4